# Mercy
Mercy je sedmnácté studiové album velšského hudebníka a skladatele Johna Calea. Vydáno bylo 20. ledna 2023 společností Double Six Records jako jeho první album s novými písněmi po více než deseti letech, během nichž bylo několikrát odloženo, aby na něm mohl dále pracovat. Deska v základní verzi obsahuje dvanáct písní, speciální edice obsahuje dvě další. Některé písně byly inspirovány světovými událostmi posledních let, včetně úřadování prezidenta Donalda Trumpa, Brexitu, globálního oteplování, bojů za občanská práva, pravicového extremismu a volného vyzbrojování Američanů. Některé skladby Cale hrál při koncertech již několik let před vydáním, například „Time Stands Still“ poprvé zazněla již v roce 2016.
Celková délka alba přesahuje 71 minut, je tedy nejdelším řadovým albem v Caleově diskografii. Pouze jediná píseň je kratší než pět minut, zbylé jsou v rozmezí od pěti do sedmi a půl minuty. Cale nahrávku produkoval spolu se svou manažerkou Nitou Scott a coby hosté se na ní podíleli hudebníci Tony Allen, Laurel Halo, Weyes Blood, Sylvan Esso, Actress, Tei Shi a kapely Animal Collective a Fat White Family. V pěti písních hraje devítičlenné smyčcové těleso. Zásadní podíl na albu má Caleův dlouholetý spoluhráč Dustin Boyer, který při práci zvukaře trávil s Calem v jeho studiu v Los Angeles kolem 300 dnů ročně. Přispěli také zbylí dva členové jeho koncertní kapely, baskytarista Joey Maramba a bubeník Deantoni Parks.

## Před vydáním

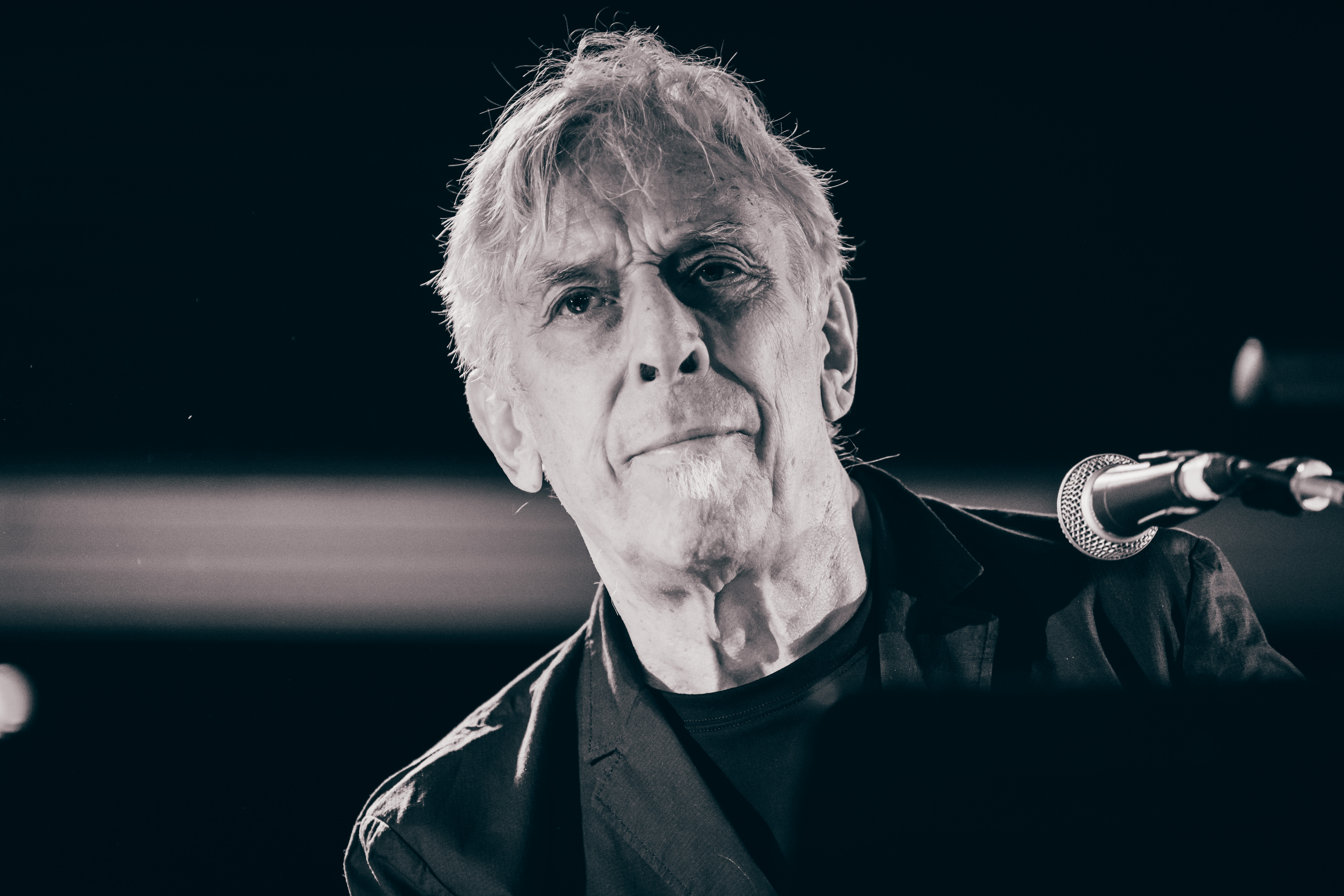
John Cale (2020)

Deska Mercy vznikala řadu let. Přestože v průběhu let John Cale často říkal, že je téměř hotová, vždy se nakonec rozhodl ji přepracovat. V lednu 2016, kdy vydal desku M:FANS, obsahující nové verze starších písní, hudebník uvedl, že album s novými písněmi by mělo následovat před koncem toho roku. Dne 22. prosince 2016 byla nastíněna spolupráce s producentem Justinem Raisenem, který nakonec jen mixoval některé písně. Raisen tehdy na svém profilu na sociální síti Twitter zveřejnil fotografii, na níž byl on, jeho syn a Cale. V lednu 2017 Cale v rozhovoru se zpěvačkou Jehnny Beth v jejím pořadu Start Making Sense na rozhlasové stanici Beats 1 uvedl, že album vyjde na jaře toho roku. V dubnu 2017 vydal na gramofonové desce desetiapůlminutovou avantgardní nahrávku „iO“, o níž bylo uvedeno, že je základem pro Caleovu připravovanou dlouhohrající desku.
Dne 14. srpna 2017 zveřejnila zpěvačka Destani Wolf, která s Calem spolupracovala již na albu Extra Playful (2011), na svém profilu na Twitteru fotografii s Calem a Dustinem Boyerem vzniklou při „na poslední chvíli“ nahrávání této desky. Počátkem září v rozhovoru opět uvedl, že dokončuje práce na své nové desce. Dne 17. září 2017 Raisen zveřejnil na Twitteru fotografii, na níž byl zachycen s Calem při práci na desce. O čtyři dny později zveřejnil Cale na Twitteru krátké video z nahrávání. V listopadu dále v rozhovoru pro Variety uvedl, že jeho nová deska je funkovější a pokrývá širší rozsah témat než jeho poslední díla. V té době bylo zároveň uvedeno, že album vyjde v roce 2018, avšak konkrétnější termín stanoven nebyl. V říjnu 2018 pro The New York Times zmínil své aktuální inspirace a prozradil, že album je připravováno na vydání v roce 2019. Podle zpráv ze září 2019 mělo vyjít v lednu 2020. Hudebnice Tokimonsta v březnu 2020 v rozhovoru na webu Reddit řekla, že spolupracovala s Calem na neupřesněném projektu; píseň nakonec vychází na albu Mercy. V říjnu 2020 Cale vydal novou píseň „Lazy Day“, která však není součástí alba, a o rok později, v říjnu 2021, v rozhovoru uvedl, že právě probíhá mastering alba, a že vyjde do konce roku. Žádný z těchto termínů nebyl dodržen.
Naprostá většina hudby, která tvoří album Mercy, byla nahrána v Caleově vlastním studiu ARM v Los Angeles. Spolu se zvukařem Dustinem Boyerem, jinak také dlouholetým kytaristou v jeho doprovodné koncertní kapele, trávili ve studiu přibližně 300 dnů ročně. Cale si Boyerovy přítomnosti velice cenil, mj. řekl, že „čím více s někým pracujete, tím je to jednodušší.“ Studio si Cale vybudoval v roce 2010 a v době vzniku alba procházelo zásadní přestavbou; od počátku obsahuje mj. mixážní pult značky Toft Audio Designs, pro nahrávání alba používali převážně mikrofony značek Neumann a Shure. Mezi nástroje použité na desce patří klávesy Nord Lead, Arturia (Brute, MiniBrute, MatrixBrute), Moog Sub 37, Swarmatron a Orchestron. Části alba byly nahrány i v jiných studiích, mj. party hostujícího Tonyho Allena byly nahrány v londýnském studiu Snap, a další části vznikly v losangeleských studiích EastWest a Vox. O mix nahrávek do definitivní podoby se později postarali Mikaelin „Blue“ BlueSpruce, Seven Davis, Jr, Tokimonsta a Justin Raisen. Finální mastering provedl Mike Bozzi ve studiu Bernieho Grundmana v Los Angeles. Cale v rozhovoru uvedl, že chtěl, aby bylo album možné přehrát s prostorovou technologií Dolby Atmos, kvůli pandemii covidu-19 však nápad odložil.
Album produkoval John Cale spolu se svou manažerkou Nitou Scott, v předchozích dvaceti letech jen vedoucí producentkou jeho alb (na tomto albu titul vedoucího producenta vůbec nefiguruje). Na většinu nástrojů hrál sám Cale, ostatní hudebníci jsou – s výjimkou smyčců – často uváděni jen jako „additional“, dodatečné party. Příspěvky speciálních hostů jsou rovněž spíše méně výrazné. V souvislosti s hosty Cale uvedl, že mnozí často nebyli pro nahrávání k dispozici a on je tedy „využil, jak nejlépe uměl. A nebylo to jednoduché.“ Zároveň prozradil, že se hostům nesnaží dávat přesné pokyny, kam chce danou píseň směřovat, ale nechává je najít si vlastní cestu. Někteří hosté s Calem vystupovali již v minulosti, například při koncertech oslavujících padesáté výročí jeho prvního alba The Velvet Underground & Nico (2016–17).

## Vydání

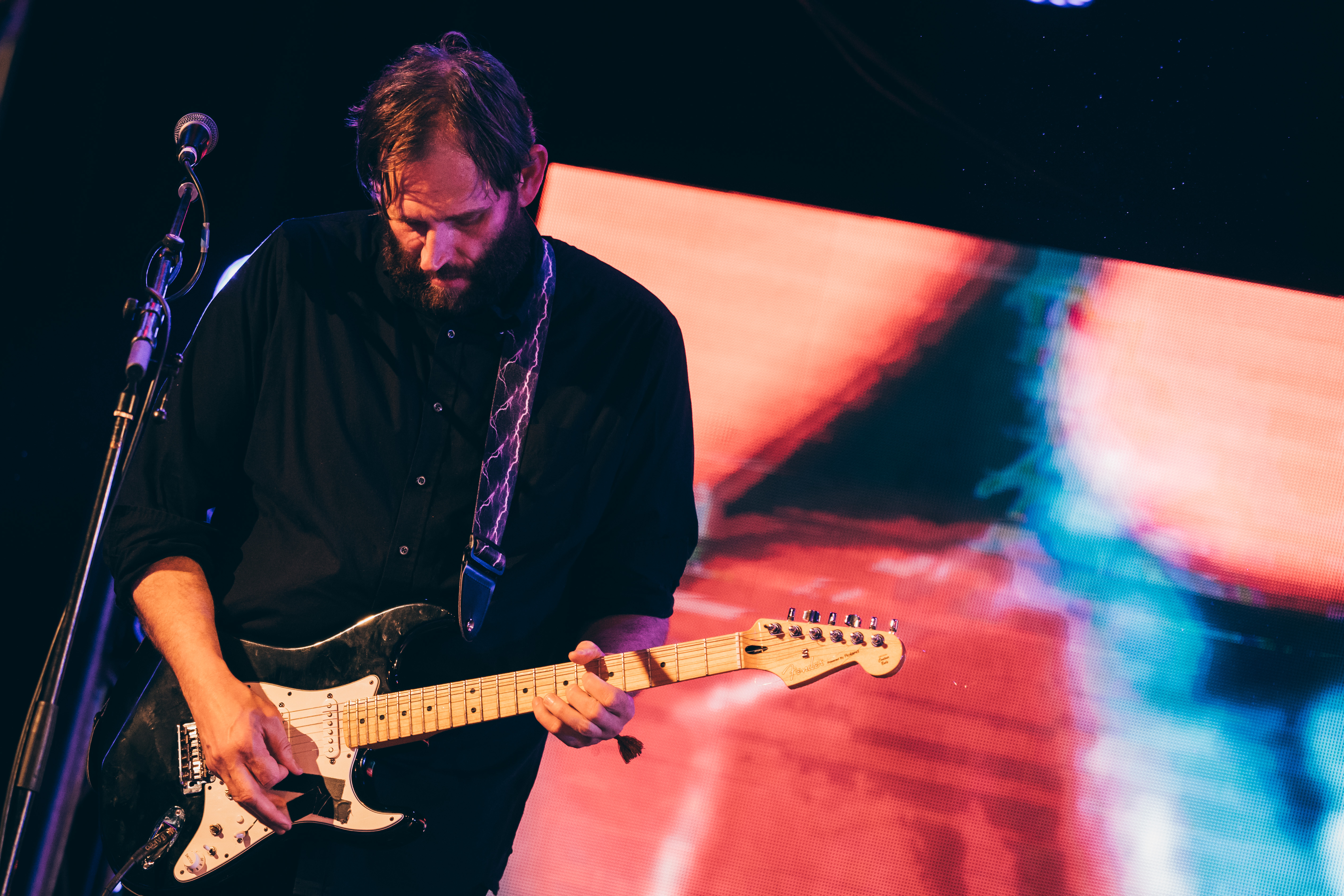
Dustin Boyer (2020)

K definitivnímu oznámení termínu vydání a podrobností o albu, včetně názvu, došlo dne 19. října 2022. Již o několik měsíců dříve, 1. srpna, však vyšel singl „Night Crawling“. Tehdy sice nebylo výslovně řečeno, že pochází z nové desky, ale píseň nakonec její součástí je. V té době bylo rovněž uvedeno, že další hudba je na cestě. V listopadovém vydání časopisu Mojo, dostupném od září, Cale o novém albu (ještě nepojmenovaném) řekl, že jej dokončil již před pandemií covidu-19, ale jelikož nemohl vyrazit na koncertní turné, rozhodl se jej zatím nevydávat a ještě na něm dále pracovat. Také se zmínil o procesu psaní písní, které nevznikaly od melodie, ale od rytmu, a o skládání nikoliv standardně s kytarou či klavírem, ale s bezpražcovou baskytarou. Dne 19. října 2022, v den oznámení vydání alba, vyšel další singl s videoklipem, „Story of Blood“. Poslední (třetí) singl, „Noise of You“, vyšel 11. ledna 2023. Ohledně názvu alba Mercy (soucit, slitování, milosrdenství) Cale uvedl, že v něm nejsou žádné náboženské konotace, ale vybral jej, „protože pokrývá tak velkou plochu … na jedné straně vám dává volnost a na druhé zvídavost.“
Přestože Cale již v době vydání předchozího alba Shifty Adventures in Nookie Wood (2012) tvrdil, že na další album s novými písněmi se nebude čekat dalších sedm let (jako právě na toto), k jeho vydání došlo až po letech více než deseti. Album Mercy vyšlo 20. ledna 2023 ve vydavatelství Double Six Records (dceřiné společnosti Domino Records), s nímž Cale spolupracuje od roku 2011. Základní verze alba obsahuje dvanáct písní a vyšla na černé gramofonové desce a kompaktním disku. V nezávislých hudebních obchodech byl dále k dispozici průsvitný fialový vinyl, rovněž s dvanácti písněmi. Speciální verze vyšla na průsvitném světle modrém vinylu a kromě standardních dvanácti písní obsahovala ještě bonusový 7" singl se dvěma bonusovými písněmi, „Pretty People“ a „Mercy (mercy-full mix)“. Autorkou obalu alba je Abigail Portner, Caleova dlouholetá spolupracovnice (od 2014), která režírovala několik jeho videoklipů a tvoří projekce při koncertech. O celkový design nosičů se postaral Rob Carmichael, který pracoval již na Caleově albu Shifty Adventures in Nookie Wood. Obal alba je tmavý, název alba je zdvojeně v pravém horním rohu, pod ním Caleovo jméno, všechno verzálkami. Ve spodní části je zadní část automobilu s výraznou anténou.
Ještě před vydáním alba Mercy Cale v rozhovorech uvedl, že má připravených něco mezi 60 a 80 nových písní, z nichž vybere dostatek materiálu pro další dvě alba. Další album, nazvané POPtical Illusion, vyjde již po roce a půl, v červnu 2024.

## Skladby
Písně na albu byly inspirovány světovými událostmi posledních let, včetně úřadování prezidenta Donalda Trumpa, Brexitu, globálního oteplování, bojů za občanská práva, pravicového extremismu a volného vyzbrojování Američanů. Cale prohlásil, že „touto cestou jít nechtěl, ale nakonec se tomu nedalo vyhnout“ a dodal, že písně nejsou přímou reakcí na tyto událostí, spíš jen zahrnují určité prvky těchto témat. V rozhovoru mimo jiné uvedl, že se „snažil věci spíše naznačovat, než abych jimi mlátil lidi po hlavě.“ Cale v písních na desce klade důraz na náladu a texturu, nikoliv na standardní písňovou formu „sloka-refrén-sloka“ 
Album otevírají slova „lives do matter / lives don’t matter“ písně „Mercy“. Tu Cale s kapelou poprvé veřejně zahrál při koncertu v Edinburghu 23. října 2022 a poté zazněla i při dalších vystoupeních. Ve studiové verzi hostuje Američanka Laurel Halo. Následuje píseň „Marilyn Monroe's Legs (Beauty Elsewhere)“, která vznikla ze společné improvizace s několika hráči na smyčcové nástroje hrající drone. Hostuje v ní anglický elektronický hudebník Actress (Darren Cunningham), jenž s Calem v minulosti vystupoval při koncertech a také mu remixoval jednu starší píseň, stejně jako Laurel Halo. „Marilyn Monroe's Legs (Beauty Elsewhere)“ je nejméně konvenční skladbou z desky, postrádající jakoukoliv písňovou formu. Cale uvedl, že text písně psal s jasným cílem nezmínit v něm ani jednou hereččino jméno. Píseň „Noise of You“ Cale popsal jako milostnou, zároveň však upozornil, že „nemá tendenci romantizovat představu lásky“. K písni byl natočen videoklip, režírovaný Pepi Ginsbergovou. Píseň byla pro klip upravena, obsahuje přidané mluvené slovo, ve kterém Cale popisuje vznik písně, mj. říká, že „když jsem začal tuto píseň skicovat, bylo to celé o atmosféře. Připomnělo mi to zimní období v Praze.“ Videoklip byl natočen v New Yorku a okolí a záběry jsou doplněny fotografiemi Calea od dětství až do současnosti. Cale píseň označil za svou nejoblíbenější z alba. Nejdelší píseň z celého alba, sedmi a půlminutová „Story of Blood“, začíná více než minutovým klavírním intrem, poté se s výrazným rytmem přidá Caleův hlas a zvuky syntezátorů. Doprovodné vokály v ní zpívá americká zpěvačka Weyes Blood, vlastním jménem Natalie Mering, která již v minulosti projevila přání s Calem spolupracovat. Svou koncertní premiéru si píseň „Story of Blood“ odbyla 29. listopadu 2018 v anglickém Bexhillu, a později zazněla při několika dalších koncertech. Jeden ze tří videoklipů k albu byl natočen právě na tuto píseň. Režíroval jej Jethro Waters a zachycuje jak Calea, tak i hostující zpěvačku.

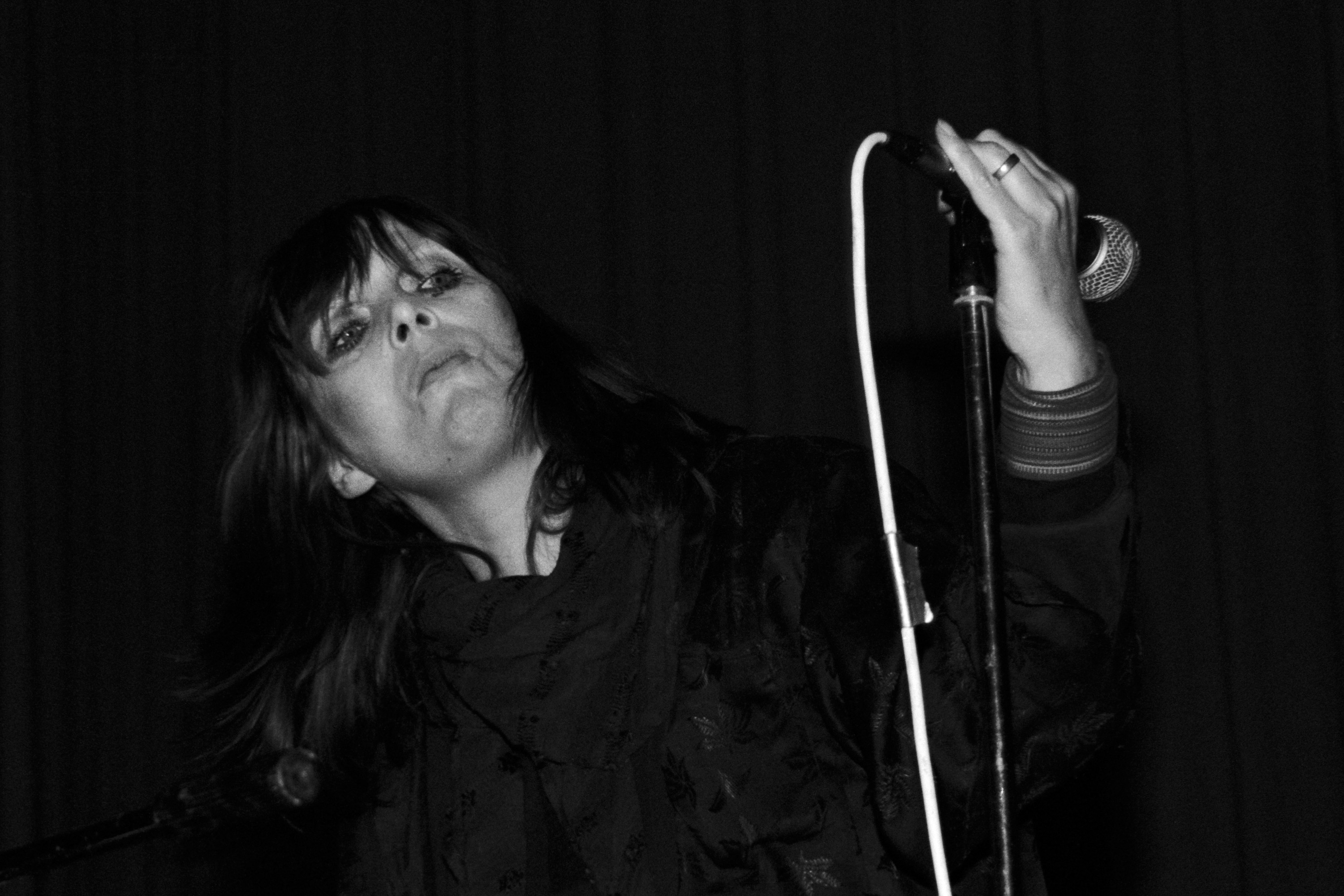
Nico (1985), jíž je věnována píseň „Moonstruck“

Píseň „Time Stands Still“ zazněla poprvé naživo již 3. února 2016 v Londýně, a Cale ji později hrál při několika dalších koncertech téhož roku, ale v dalších letech se již v jeho setlistech neobjevovala. Píseň „Moonstruck (Nico's Song)“, věnovaná zpěvačce Nico (1938–1988), se kterou Cale mnoho let úzce spolupracoval, byla poprvé naživo představena při koncertu v Cardiffu 28. října 2022. Skladbu Cale původně nepsal s myšlenkou na Nico, ta přišla až po dokončení přibližně desáté verze; zároveň si dlouho nebyl jistý, jestli píseň dokáže v kontextu alba obstát. Úvodu studiové verze této balady dominují smyčce, kolem minuty utichnou a s elektronickými klávesami se přidává Caleův zpěv a postupně se vrací i smyčce; píseň končí dlouhým sub-basovým duněním. Píseň má oproti ostatním písním méně abstraktní text. V sedmé písni, pětiminutové „Everlasting Days“, hostují tři členové kapely Animal Collective – zpívající Noah „Panda Bear“ Lennox a David „Avey Tare“ Portner, které doplňuje Brian „Geologist“ Weitz hrající na syntezátory. Cale s triem spolupracoval již v minulosti: hostoval na jeho albech Painting With (2016) a Crestone (2021), a naopak členové kapely hostovali při jeho koncertech (2016, 2017). Výrazným prvkem písně jsou kromě hudby rozstříhané hostující vokály. Jedinou písní z alba nepřesahující pětiminutovou hranici je „Night Crawling“. Cale v ní vzpomíná na konec sedmdesátých let, kdy trávil značné množství času s populárním zpěvákem Davidem Bowiem, ale namísto toho, aby jej využili k tvorbě hudby, trávili jej v hospodách. K písni vznikl oficiální videoklip animovaný Mickeyem Milesem. Následuje „Not the End of the World“.
V písni „I Know You're Happy“ hostuje kolumbijská zpěvačka Tei Shi, narozená v Argentině a žijící v USA, jejíž hlas provází celou píseň, zpočátku zůstává v pozadí, později se projevuje více. Na akustickou kytaru zde hraje Dev Hynes, který s Tei Shi spolupracoval i na jiných projektech; právě díky němu se Caleovi podařilo zpěvačku kontaktovat. Píseň „The Legal Status of Ice“, v níž hostují čtyři členové kapely Fat White Family, Cale poprvé samostatně hrál 14. července 2017 při koncertu v italské obci Catena di Villorba; v následujících měsících ji zahrál ještě při několika dalších vystoupeních. Studiová verze začíná v triphopovém stylu jednonotovou vokální linkou, v polovině se přetváří v rychlejší tempo se sestupnými akordy. Základní verzi alba uzavírá píseň „Out Your Window“ s výrazným klavírním partem, provázejícím celou píseň. Píseň „Pretty People“, která na albu vychází jako bonus, poprvé zazněla dne 18. listopadu 2017 při koncertu v Brooklynu. V pozdějších letech zazněla v různých verzích při několika dalších koncertech. V únoru 2024 byl zveřejněn videoklip k písni v režii Abigail Portnerové. Druhým bonusem je alternativní verze titulní písně, v níž hostuje nigerijský bubeník Tony Allen, který zemřel v dubnu 2020, téměř tři roky před vydáním alba.

## Podpora alba
V rámci propagace alba John Cale s kapelou vyrazil v únoru a březnu 2023 na koncertní turné po Evropě čítající devatenáct zastávek, mezi něž patřilo Spojené království (Liverpool, Londýn, Bexhill-on-Sea, Birmingham, Cambridge), Francie (Paříž), Německo (Karlsruhe, Frankfurt nad Mohanem, Hamburk, Lipsko, Berlín, Mnichov), Švýcarsko (Ženeva), Lucembursko (Dudelange), Nizozemsko (Amsterdam), Belgie (Antverpy), Česko (Praha) a Rakousko (Vídeň, Wels). Šlo o Caleovo první velké turné od roku 2013. Doprovázeli jej stejní hudebníci jako o deset let dříve, tedy kytarista Dustin Boyer, baskytarista Joey Maramba a bubeník Alex Thomas, jenž vystřídal Deantoniho Parkse, který byl stálým členem kapely v letech 2014 až 2022. V průběhu turné docházelo ke změnám setlistu, z alba Mercy hrál celkem šest písní: „Mercy“, „Moonstruck (Nico's Song)“, „Night Crawling“, „Noise of You“, „Out Your Window“ a „Pretty People“.

## Kritika

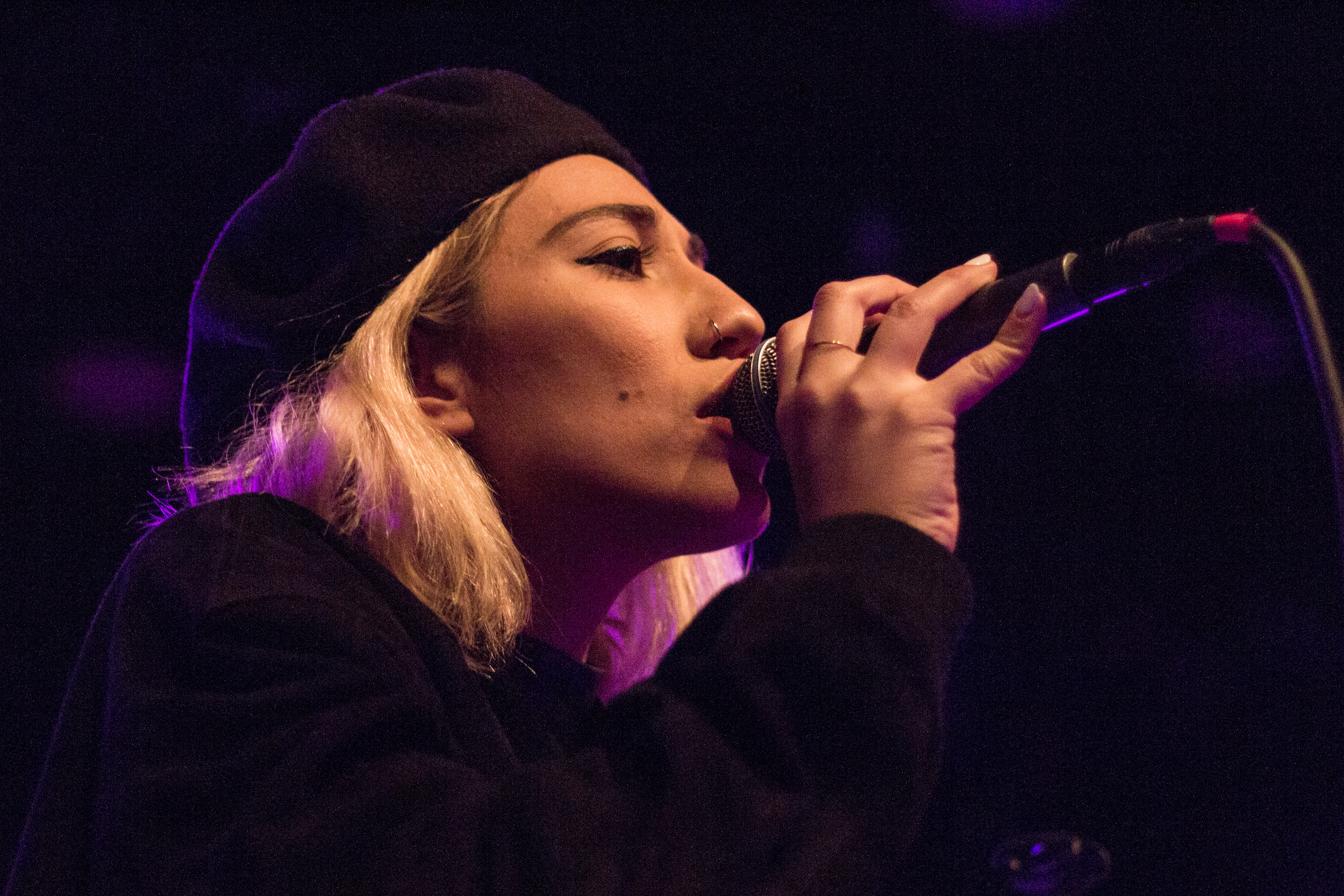
Tei Shi (2015)

Mercy bylo časopisem Uncut označeno za album měsíce, přičemž Tom Pinnock jej ohodnotil devíti z deseti bodů. Album uvedl jako „nejneobvyklejší dílo, které Cale za nějakou dobu udělal, hermeticky uzavřená halucinogenní jízda, která je stejně neonová a gotická jako její přebal.“ Recenzi pak uzavřel prohlášením, že pokud je Mercy Caleovým posledním počinem, „alespoň odejde triumfálně, s nekompromisním, veskrze moderním výletem do šera, do míst, kam by se i jeho spolupracovníci a akolyti báli vkročit.“ Internetový magazín Stereogum desku označil za album týdne, a přestože recenzent James Rettig nachází „neohrabané“ momenty (úvod titulní písně „Mercy“, refrén „ding dong, the witch is dead“ v „The Legal Status of Ice“), oceňuje Caleovu snahu o neustálý pohyb vpřed. Publicista David Murphy ve své recenzi pro internetový magazín MusicOMH prohlásil, že Cale na albu „vypustil svou vnitřní Cardi B“ a navzdory až příliš různorodým hostům se mu podařilo vydat „překvapivě soudržnou“ desku, přičemž právě písně s hostujícími hudebníky se mu líbily nejvíc. Zároveň se však zmínil o problémech s moderním přístupem k mixingu a masteringu, kdy jsou veškeré hudební prvky v popředí a přes zvukovou stěnu není možné vnímat prostorovost.
Zara Hedderman album v recenzi pro časopis Loud and Quiet ohodnotila devíti z deseti bodů. Siobhán Kane, která desku v The Irish Times ohodnotila čtyřmi z pěti hvězdiček, svou recenzi otevřela úryvkem z básně „Do not go gentle into that good night“ od Dylana Thomase, dále pokračující slovy „old age should burn and rave at close of day; rage, rage against the dying of the light“, v narážce na v době vydání již osmdesátiletého Calea. Na to navázala, že „vztek prosakuje tímto albem jako konstruktivní energie. Jeho hlas, tak známý, bohatý a velitelský, se proplétá kolem temperamentní sbírky spolupracovníků, obratně vybraných, kteří mu pomáhají ve snaze vyexplodovat trochu krásy do temnoty.“ David Gill napsal recenzi pro server Riff, v níž mimo jiné chválil Caleův hlas jako „truchlivý a náladový, ale zároveň bohatý, oduševnělý“ a vyslovil myšlenku na „naprosto fascinující sociologický experiment“ hrát toto album v obchodech sítě Walmart: „Nejsem si jistý, co by klientela udělala, ale jsem si jistý, že si toho po chvíli všimne. John Cale dělá výtahovou hudbu pro úžasný paralelní vesmír, kde je David Bowie prezidentem Spojených států amerických.“
Joe Gross desku v časopisu Rolling Stone označil za jednu z Caleových nejpůsobivějších. Jindřich Göth album ve své recenzi pro server iDNES.cz ohodnotil 95 % a označil jej za „uhrančivou neon-noirovou kolekci, která se řadí mezi to nejlepší,“ co Cale za svůj život vyprodukoval; rovněž napsal, že při každém poslechu nachází nové „zákruty, detaily, nálady a odstíny“.
Mark Richardson napsal pro The Wall Street Journal, že navzdory tomu, že některé písně jakoby duplikují již dříve na albu použitý nápad, je album jako celek Caleovým „nejsilnějším a nejkonzistentnějším“ od osmdesátých let. Greg Walker na server Northern Transmissions napsal, že „tato deska se možná mnoha lidí nedotkne, ale koho se dotkne, toho se dotkne velmi hluboce.“ Novinář – a sám rovněž hudebník – Steve Krakow ve své recenzi pro týdeník Chicago Reader kritizoval, že album „bohužel až příliš spoléhá na křiklavé digitální beaty a poruchovou avantgardní elektroniku, přičemž obojí začíná být zastaralé a ohrané.“ Rovněž prohlásil, že „album je také nabité spolupracemi, z nichž ne všechny jsou nutné.“ Lindsay Zoladz v profilovém článku o Caleovi v The New York Times napsala, že „pomalým, meditativním albem Mercy prochází jistý vzdor. Písně mají okamžitý emocionální ohlas, ale zároveň žádají posluchače o trpělivost.“ Matthew Allan jej v New Yorkeru popsal jako „rafinovanou, noční kolekci evokující vybombardované budovy, špinavé bary a upíří zločince, album ponořené do paranoie a šílenství současného amerického života.“

### Hitparády a žebříčky
Album se umístilo v několika hitparádách, nejlépe ve skotské (Official Charts Company), kde dosáhlo jedenácté příčky, dále v belgické (Ultratop), kde ve Vlámsku dosáhlo čtrnácté příčky (a v dalších týdnech sestoupilo na 83. a 87., než vypadlo zcela, po několika týdnech se znovu dostalo na 195., ale více se v hitparádě neudrželo), zatímco ve Valonsku až 145. na jediný týden, v německé stovce (GfK Entertainment-Charts) se dostalo na šestnáctou (jeden týden), v Portugalsku (Associação Fonográfica Portuguesa) na 34. (4. týden) a 30. (7. týden), v Rakousku (Ö3 Austria) na 41. a ve Švýcarsku (Schweizer Hitparade) na 61.
Album bylo nominováno na Welsh Music Prize. Časopis Rolling Stone jej v září 2023 zařadil do seznamu nejlepších do té doby vydaných alb roku. Časopis Paste zařadil singl „Noise of You“ mezi deset nejlepších písní týdne. Do podobného žebříčku, jedenácti nejlepších písně týdne, ji zařadil magazín Under the Radar. Ten coby jednu z třinácti písní týdne označil již „Story of Blood“ v říjnu předchozího roku. Píseň „Story of Blood“ byla serverem The Fader zařazena na 43. místo žebříčku sta nejlepších písní roku 2022.
Časopisy Uncut a Mojo album zařadily na 10., resp. 22. místo žebříčků 75 nejlepších alb roku 2023.

## Seznam skladeb
Autorem všech skladeb je John Cale.
| Pořadí         | Název                                                    | Délka |
| -------------- | -------------------------------------------------------- | ----- |
| 1.             | Mercy (feat. Laurel Halo)                                | 7:00  |
| 2.             | Marilyn Monroe's Legs (Beauty Elsewhere) (feat. Actress) | 6:53  |
| 3.             | Noise of You                                             | 5:15  |
| 4.             | Story of Blood (feat. Weyes Blood)                       | 7:31  |
| 5.             | Time Stands Still (feat. Sylvan Esso)                    | 5:20  |
| 6.             | Moonstruck (Nico's Song)                                 | 5:31  |
| 7.             | Everlasting Days (feat. Animal Collective)               | 5:02  |
| 8.             | Night Crawling                                           | 4:53  |
| 9.             | Not the End of the World                                 | 6:17  |
| 10.            | I Know You're Happy (feat. Tei Shi)                      | 5:15  |
| 11.            | The Legal Status of Ice (feat. Fat White Family)         | 7:24  |
| 12.            | Out Your Window                                          | 5:13  |
| Celková délka: | Celková délka:                                           | 71:34 |

(Pozn.: na gramofonové desce jsou písně rozděleny po třech na jednu stranu. Na CD verzi jsou písně „I Know You're Happy“ a „The Legal Status of Ice“ v opačném pořadí.)
| Bonusy | Bonusy                                    | Bonusy |
| Pořadí | Název                                     | Délka  |
| ------ | ----------------------------------------- | ------ |
| 13.    | Pretty People                             |        |
| 14.    | Mercy (mercy-full mix) (feat. Tony Allen) |        |

## Obsazení
Písně jsou číslovány podle vydání na LP, tj. „I Know You're Happy“ je č. 10 a „The Legal Status of Ice“ č. 11.

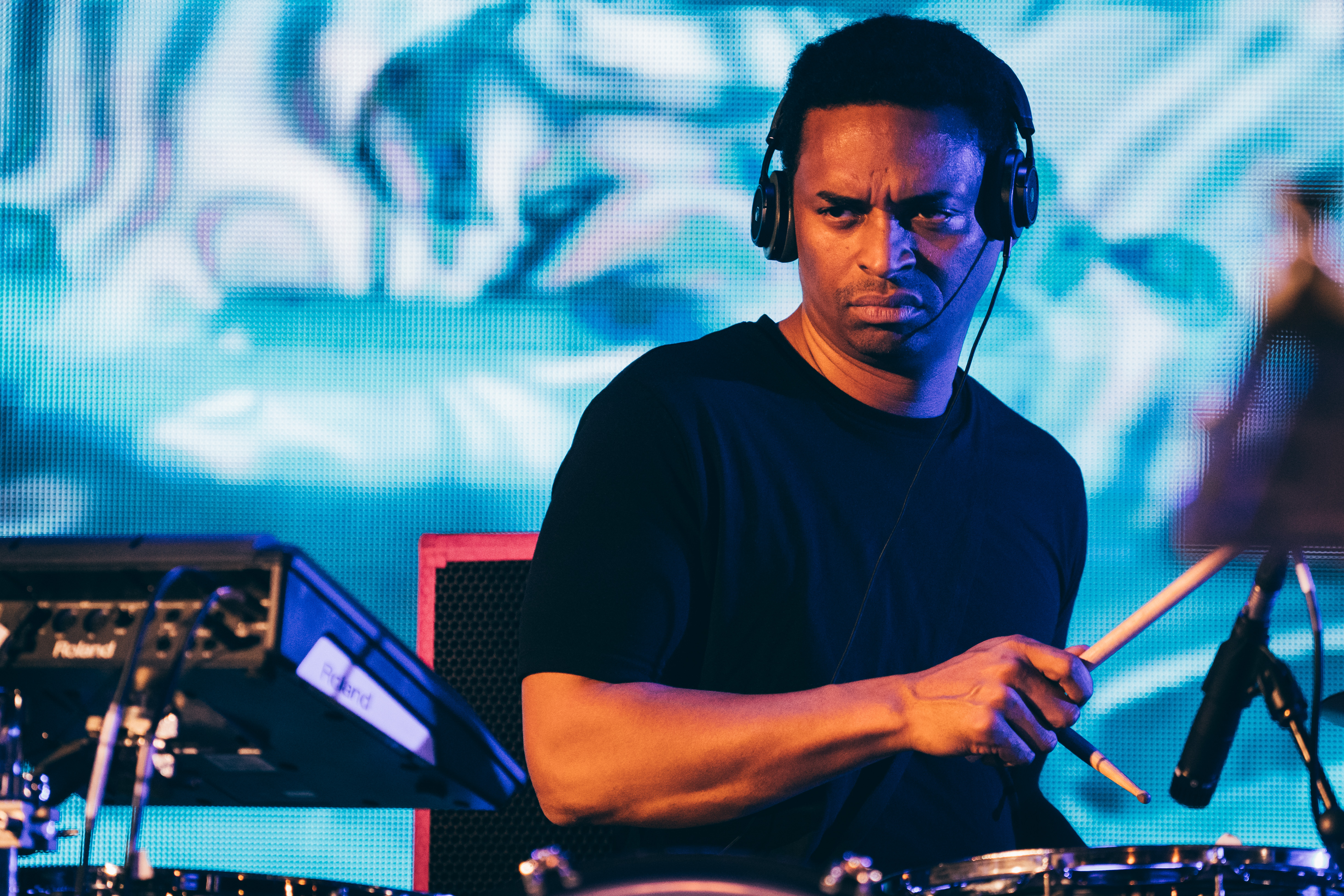
Deantoni Parks (2020)

### Hudebníci
- John Cale – zpěv (1–14), syntezátory (1–3, 5, 8–10), klavír (1–2, 4, 7–9, 12, 14), klávesy (3, 5–7, 11, 13–14), bicí (1–5, 7–11), kytara (11), akustická kytara (10), baskytara (1, 4–11, 13–14), hluky (2), smyčce (12), perkuse (13), drone (13), aranžmá (1–14)
- Dustin Boyer – kytara (3, 10, 11–12), baskytara (4), hluky (7), doprovodné vokály (8, 11)
- Deantoni Parks – bicí (8), akustické bicí (3, 7), elektronické bicí (7), tympány (3), syntezátory (5)
- Joey Maramba – baskytara (3–5)
- Nita Scott – bicí (4), perkuse (9), programování bicích (11), doprovodné vokály (11)
- Matt Fish – violoncello (2–4, 6–7, 12)
- Ian Walker – kontrabas (2–4, 6–7, 12)
- Eric Gorfain – housle (3–4, 6–7, 12)
- Daphne Chen – housle (3–4, 6–7, 12)
- Marissa Kuney – housle (3–4, 6–7, 12)
- Jenny Takamatsu – housle (3–4, 6–7, 12)
- Caroline Buckman – viola (3–4, 6–7, 12)
- Leah Katz – viola (3–4, 6–7, 12)
- Rodney Wirtz – viola (3–4, 6–7, 12)
- Destani Wolf – doprovodné vokály (6)
- Tokimonsta – efekty (9)
- Dev Hynes – akustická kytara (10)

#### Hosté

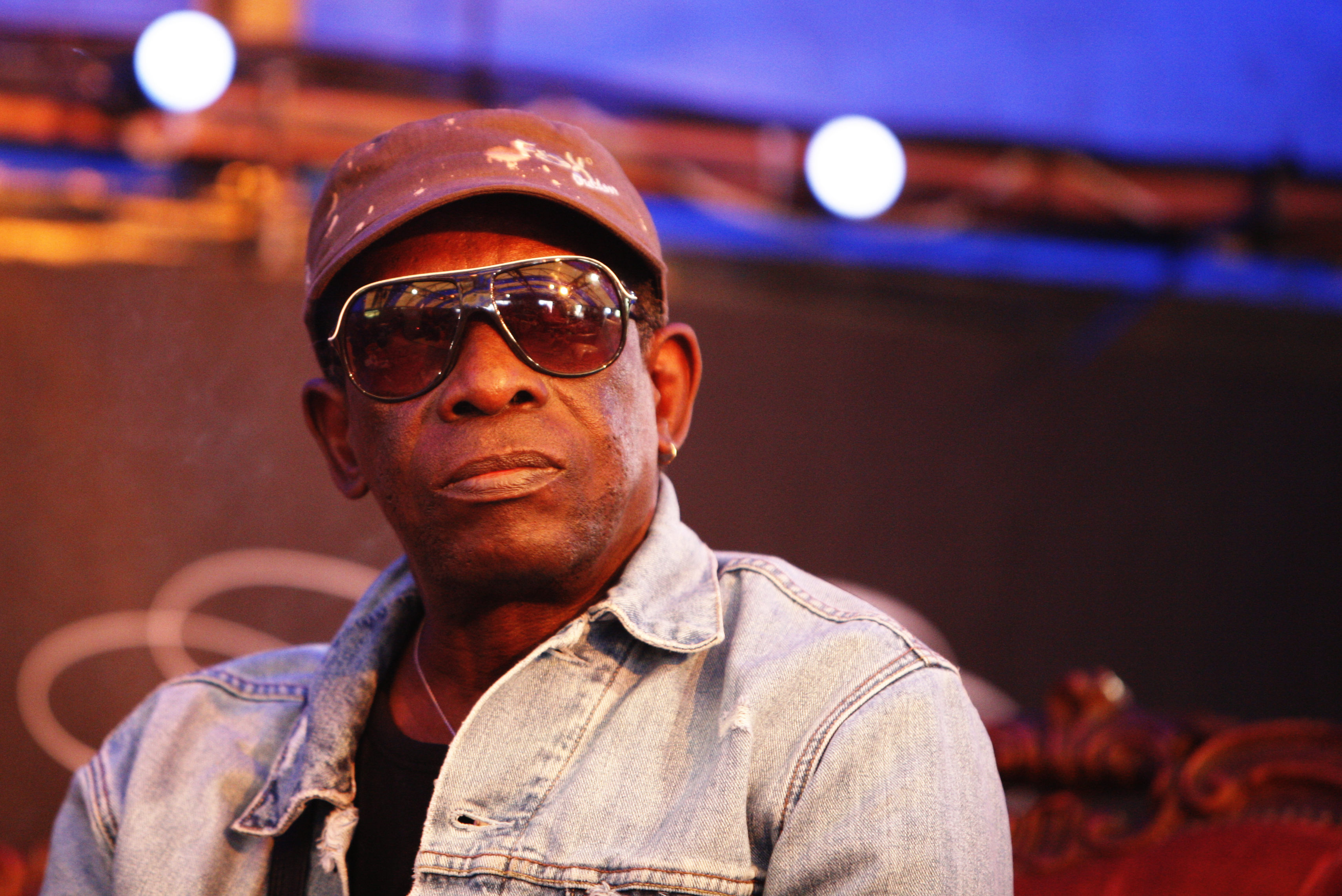
Tony Allen (2007)

- Laurel Halo – efekty, syntezátory, doprovodné vokály (1)
- Actress – efekty, syntezátory (2)
- Weyes Blood – zpěv (4)
- Sylvan Esso
  - Amelia Meath – zpěv (5)
  - Nick Sanborn – akustická kytara (5)
- Animal Collective – zpěv, syntezátory
  - Noah „Panda Bear“ Lennox – zpěv (7)
  - David „Avey Tare“ Portner – zpěv (7)
  - Brian „Geologist“ Weitz – syntezátory (7)
- Fat White Family
  - Lias Saoudi – zpěv (11)
  - Nathan Saoudi – klávesy, doprovodné vokály (11)
  - Jack Everett – bicí, doprovodné vokály (11)
  - Adam J. Harmer – kytara, doprovodné vokály (11)
- Tei Shi – zpěv (10)
- Tony Allen – bicí (14)

### Technická podpora
- John Cale – produkce (1–14)

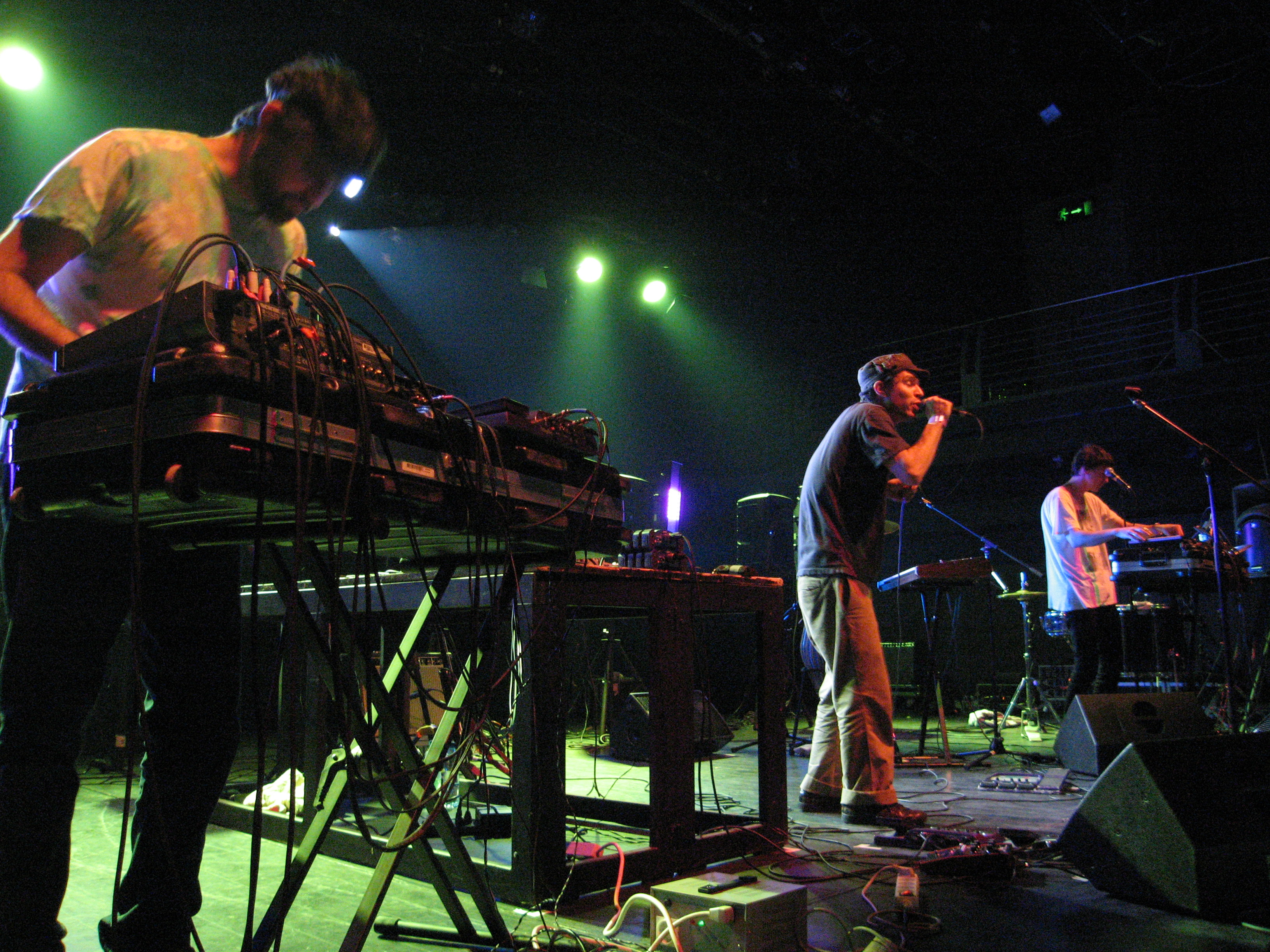
Animal Collective (2008), zleva Brian „Geologist“ Weitz, David „Avey Tare“ Portner a Noah „Panda Bear“ Lennox

- Nita Scott – produkce (1–14), mixing (14)
- Dustin Boyer – nahrávání (1–14), mixing (14)
- Ben McLusky – dodatečné nahrávání (2, 11)
- Mikaelin „Blue“ BlueSpruce – mixing (1, 3–4, 10)
- Seven Davis Jr. – mixing (2, 6, 8–9, 13)
- Tokimonsta – mixing (5)
- Justin Raisen – mixing (7, 11–12)
- Mike Bozzi – mastering
- Abigail Portner – obal
- Rob Carmichael – design